# 庫拉基夫齊
48°38′18″N 25°52′26″E / 48.63833°N 25.87389°E
庫拉基夫齊（烏克蘭語：Кулаківці）是位於烏克蘭西部特諾皮爾州裏喬爾特基夫區的村莊，始建於1610年，面積7.77平方公里，2001年人口436，人口密度每平方公里56.1人。